# Турецький стіл
Туре́цький стіл — геологічна пам'ятка природи місцевого значення в Україні. Розташована в межах Первомайського району Миколаївської області, на південь від села Мигія, на правому березі річки Південний Буг. 
Площа 0,01 га. Статус присвоєно згідно з рішенням облради № 448 від 23.10.1984 року. Перебуває у віданні ДП «Врадіївське лісове господарство» (Первомайське лісництво, кв. 32). 
Статус присвоєно для збереження величезного гранітного каменя-валуна за назвою «Турецкий стіл». Камінь, як і довколишні гранітні валуни та скелі, розташований у місці виходу на денну поверхню Українського кристалічного щита. 
Геологічна пам'ятка природи «Турецкий стіл» входить до складу регіонального ландшафтного парку «Гранітно-степове Побужжя».

## Назва
Назва пам'ятки природи походить від давніх переказів, згідно з якими, на цій плоскій скелі у XVI–XVII століттях, коли територія сучасної Миколаївської області належала Османській імперії, грілася турецька прикордонна варта. 